# Schizotetranychus shii
Schizotetranychus shii är en spindeldjursart som beskrevs av Ehara 1965. Schizotetranychus shii ingår i släktet Schizotetranychus och familjen Tetranychidae. Inga underarter finns listade i Catalogue of Life.